# El efecto
«El efecto» es una canción de los cantantes puertorriqueños Rauw Alejandro y Chencho Corleone. Fue escrita por Rauw Alejandro, Eric Duars, Colla, Mr. NaisGai, Nigel Hamelinck, Chencho Corleone y Ravi Ramdihal, mientras que la producción estuvo a cargo de Mr. NaisGai, Hamelinck y Ramdihal. La canción fue lanzada para descarga digital y transmisión como sencillo por Duars Entertainment el 15 de marzo de 2019. La pista recibió críticas positivas de los críticos musicales, quienes elogiaron su ritmo bailable y pegadizo.
Comercialmente, «El efecto» fue un éxito, alcanzando el top 10 en Argentina y República Dominicana. Ha recibido varias certificaciones, incluyendo un disco de platino en Italia y doble platino en España. El video musical que lo acompaña, lanzado simultáneamente con la canción, fue filmado en Puerto Rico y dirigido por Abner Maldonado. El 13 de diciembre de 2019 se lanzó una remezcla con los cantantes puertorriqueños Kevvo, Bryant Myers y Lyanno y el cantante estadounidense Dalex. El remix recibió críticas positivas de los críticos musicales y fue clasificado entre las «100 mejores canciones para una fiesta» por Cosmopolitan. Alcanzó el top 20 en Paraguay y fue certificado con disco de oro en España.

## Antecedentes y lanzamiento
El 4 de enero de 2019, Rauw Alejandro compartió un video de Chencho Corleone escuchando un fragmento de su colaboración, anunciando su título como «El efecto». Casi dos meses después, el 6 de marzo, Alejandro compartió la portada del sencillo en Twitter. Cuatro días después, confirmó que se estrenaría el 15 de marzo de 2019. La canción fue lanzada para descarga digital y transmisión por Duars Entertainment en la fecha especificada, marcando la primera colaboración entre Alejandro y Corleone.
Un video musical adjunto fue lanzado simultáneamente con la canción. El visual fue dirigido por Abner Maldonado, producido por Ivan Joel y filmado en el restaurante Asere en Puerto Rico. La actriz y modelo española Ester Expósito compartió un video de ella bailando «El efecto» en Instagram, que se volvió viral y aumentó la popularidad de la canción. Durante una entrevista con Los 40, Alejandro reveló que conversó con Expósito a través de Instagram Direct y la felicitó diciendo: «Baila bien, tiene mucho talento».

## Música y letras
Musicalmente, «El efecto» es una canción de reguetón en español, escrita por Rauw Alejandro, Eric Duars, Colla, Mr. NaisGai, Nigel Hamelinck, Chencho Corleone y Ravi Ramdihal. Su producción estuvo a cargo del Sr. NaisGai, Hamelinck y Ramdihal, y la pista tiene una duración total de 3 minutos y 37 segundos.  Líricamente, es una canción que trata sobre vivir la vida sin importar lo que pueda pasar luego.

## Recepción crítica
«El efecto» ha recibido críticas positivas de los críticos musicales. El personal de Happy FM le dio a la canción una crítica positiva y dijo que «es una de esas canciones con la que te entran ganas de bailar al instante». Calificaron su ritmo como «pegadizo» y destacaron su melodía y el «estilo propio» de Alejandro que hace que el público «no pueda dejar de escucharlo». En 2022, el mismo incluyó a «El efecto» entre las cinco colaboraciones de Corleone con las que el artista ha hecho historia, destacando las voces de los cantantes que «consigue fusionar a la perfección». En el mismo año, Ernesto Lechner de Rolling Stone clasificó la pista como la decimonovena mejor canción de Alejandro, elogiando «la entrega maníaca de Chencho, yuxtapuesta con el encanto relajado de Rauw». Suzette Fernandez de Billboard,  llamó a la canción un «éxito»,  mientras que un autor del diario dominicano El Día etiquetó a Alejandro como «una pieza clave, original y diferente en la industria musical de hoy en día» en su reseña de la canción.

## Desempeño comercial
En España, «El efecto» debutó en el número 92 el 5 de mayo de 2019, convirtiéndose en la cuarta entrada de Alejandro y la primera de Corleone en la lista. La canción originalmente alcanzó su punto máximo en el número 48 en junio de 2019. Sin embargo, luego del video viral de Expósito en Instagram, volvió a ingresar a la lista en abril de 2020 y alcanzó un nuevo pico de 32 en la edición de la lista del 31 de mayo de 2020. Posteriormente, la pista fue certificada como doble platino por los Productores de Música de España, por ventas equivalentes a pistas de más de 80.000 unidades en el país.
En Italia, la canción debutó en el número 55 el 23 de abril de 2020, lo que les valió a Alejandro y Corleone su primera entrada. Posteriormente alcanzó el puesto 22 y fue certificado platino por la Federazione Industria Musicale Italiana (FIMI), por ventas equivalentes a pistas de más de 70 000 unidades en el país. 
En América Latina, «El efecto» alcanzó el top 10 en Argentina y República Dominicana,  así como el top 20 en Guatemala, Puerto Rico y Uruguay. La canción también fue certificada por 4 discos de platino y más oro por la Asociación Mexicana de Productores de Fonogramas y Videogramas, por ventas equivalentes a pistas de más de 270 000 unidades en México. En los Estados Unidos, fue certificado por 9 discos de platino latino por la Asociación de la Industria de Grabación de América, por ventas equivalentes a pistas de más de 540 000 unidades. 

## Remezcla
El 26 de junio de 2019, Alejandro hizo un tuit anticipando el remix de la canción. El 13 de diciembre de 2019, se lanzó la remezcla junto al rapero puertorriqueño Kevvo en colaboración del rapero puertorriqueño Bryant Myers, el cantante puertorriqueño Lyanno y el cantante estadounidense Dalex. Fue escrita por los letristas de la versión original, Kevvo, Myers, Lyanno, Dalex y Pedro Figueroa. La versión tiene una duración total de 4 minutos y 49 segundos. También se lanzó un lyric video que acompaña a la canción simultáneamente.

### Recepción de la crítica
Linda Yicela Hernández Sánchez de Colombia.com le dio a «El efecto (remix)» una crítica positiva, nombrando a los cantantes como «algunos de los talentos más excepcionales de la música urbana actual». Ella calificó la canción como «[una] colaboración única», afirmando que «promete causar una gran sensación» entre la audiencia de Alejandro, «no solo porque se trata de una poderosa colaboración, sino también porque le sigue al gran éxito que tuvo la versión original de la misma». En 2022, Cosmopolitan la ubicó entre las «100 mejores canciones para una fiesta».

### Desempeño comercial
«El efecto (remix)» debutó en el número 59 en la lista semanal oficial de España en la edición de la lista del 26 de abril de 2020, convirtiéndose en la decimoquinta entrada de Alejandro, la cuarta de Corleone, la primera de Kevvo, la octava de Myers, la cuarta de Lyanno y la undécima de Dalex. El 31 de mayo de 2020, la canción alcanzó su punto máximo en el puesto 49.  Posteriormente, la pista fue certificada por disco de oro por los Productores de Música de España, por ventas equivalentes a pistas de más de 20 000 unidades en el país. 
En América Latina, la canción alcanzó el puesto 15 en Paraguay, el número 45 en Colombia, el número 46 en Perú y el número 16 en la lista urbana de Costa Rica. La canción también fue certificada por doble platino por la Asociación Mexicana de Productores de Fonogramas y Videogramas, por ventas equivalentes a pistas de más de 120 000 unidades en México.

## Créditos y personal
Créditos adaptados de Spotify. 
- Rauw Alejandro – intérprete asociado, compositor y letrista
- Chencho Corleone – intérprete asociado, compositor y letrista
- Eric Duars – compositor y letrista
- José Collazo – compositor y letrista
- Sr. Nais Gai – compositor, letrista y productor
- Nigel Hamelinck – compositor, letrista y productor
- Ravi Ramdihal – compositor, letrista y productor
- Kevvo – intérprete asociado, compositor y letrista de la versión remezclada
- Bryant Myers – intérprete asociado, compositor y letrista de la versión remezclada
- Lyanno – intérprete asociado, compositor y letrista de la versión remezclada
- Dalex – intérprete asociado, compositor y letrista de la versión remezclada
- Pedro Figueroa – compositor y letrista de la versión remezclada

## Posicionamiento en listas
| Lista (2019-2020)                     | Mejor posición |
| ------------------------------------- | -------------- |
| Argentina Hot 100 (Billboard)         | 10             |
| Ecuador Urbano (Monitor Latino)       | 19             |
| España (Promusicae)                   | 32             |
| Global Excl. US (Billboard)           | 124            |
| Guatemala (Monitor Latino)            | 19             |
| Italia (FIMI)                         | 22             |
| Perú Digital (Unimpro)                | 119            |
| Puerto Rico (Monitor Latino)          | 15             |
| República Dominicana (Monitor Latino) | 7              |
| Uruguay (Monitor Latino)              | 17             |

| Lista (2020)                       | Mejor posición |
| ---------------------------------- | -------------- |
| Colombia (National-Report)         | 45             |
| Costa Rica Urbano (Monitor Latino) | 16             |
| España (Promusicae)                | 49             |
| Perú Digital (UNIMPRO)             | 46             |

| Lista (2020)   | Mejor posición |
| -------------- | -------------- |
| Paraguay (SGP) | 15             |

| Lista (2019)                        | Posición |
| ----------------------------------- | -------- |
| Puerto Rico Urbano (Monitor Latino) | 74       |
| Uruguay (Monitor Latino)            | 54       |

| Lista (2020)                    | Posición |
| ------------------------------- | -------- |
| Colombia (Monitor Latino)       | 91       |
| Ecuador Urbano (Monitor Latino) | 95       |
| Perú (Monitor Latino)           | 42       |

| Lista (2020)                       | Posición |
| ---------------------------------- | -------- |
| Costa Rica Urbano (Monitor Latino) | 92       |
| Paraguay Urbano (Monitor Latino)   | 64       |

| Lista (2021)                   | Posición |
| ------------------------------ | -------- |
| Guatemala Pop (Monitor Latino) | 72       |
| Perú Urbano (Monitor Latino)   | 61       |

## Certificaciones
| País (organismo certificador) | Certificación       | Ventas  |
| ----------------------------- | ------------------- | ------- |
| España (Promusicae)           | 2× platino          | 80 000  |
| Estados Unidos (RIAA)         | 9× platino (latino) | 540 000 |
| Italia (FIMI)                 | Platino             | 70 000  |
| México (Amprofon)             | 4× platino + oro    | 270 000 |

| País (organismo certificador) | Certificación | Ventas  |
| ----------------------------- | ------------- | ------- |
| España (Promusicae)           | Oro           | 20 000  |
| México (Amprofon)             | 2× platino    | 120 000 |
| Streaming                     |               |         |
| Chile (Profovi)               | Oro           | 11 000  |

## Historial de lanzamiento
| Región         | Fecha                   | Formato                    | Versión  | Etiqueta            | Ref.   |
| -------------- | ----------------------- | -------------------------- | -------- | ------------------- | ------ |
| América Latina | 15 de marzo de 2019     | Contemporany hit radio     | Original | Sony Music          | [ 48 ] |
| Varios         | 15 de marzo de 2019     | Descarga digital streaming | Original | Duars Entertainment | [ 4 ]  |
| Varios         | 13 de diciembre de 2019 | Descarga digital streaming | Remix    | Duars Entertainment | [ 17 ] |